# Seznam krajev Unescove svetovne dediščine v Luksemburgu
Svetovna dediščina Organizacije Združenih narodov za izobraževanje, znanost in kulturo (UNESCO) je pomembna za kulturno ali naravno dediščino, kot je opisano v Unescovi konvenciji o svetovni dediščini, ustanovljeni leta 1972. Kulturno dediščino sestavljajo spomeniki (kot so arhitekturna dela, monumentalne skulpture ali napisi), skupine zgradb in najdišča (vključno z arheološkimi najdišči). Naravne značilnosti (ki jih sestavljajo fizične in biološke formacije), geološke in fiziografske formacije (vključno s habitati ogroženih vrst živali in rastlin) ter naravna območja, ki so pomembna z vidika znanosti, ohranjanja ali naravne lepote, so opredeljena kot naravna dediščina. Luksemburg je konvencijo ratificiral 28. septembra 1983. Od 2021, Od leta 2021 ima Luksemburg eno območje svetovne dediščine, mesto Luksemburg: njegove stare četrti in utrdbe so bile uvrščene na seznam leta 1994. Trenutno na poskusnem seznamu ni nobenega območja.

## Seznam
Unesco navaja območja po desetih merilih; vsaka prijava mora izpolnjevati vsaj enega od kriterijev. Kriteriji od i do vi so kulturni, od vii do x pa naravni.
| Ime                                              | Slika               | Lokacija   | Leto vpisa | UNESCO kriterij    | Opis |
| ------------------------------------------------ | ------------------- | ---------- | ---------- | ------------------ | --- |
| Mesto Luksemburg: njegove stare četrti in utrdbe | Luxembourg panorama | Luksemburg | 1994       | 699; iv (kulturno) | Mesto se je razvilo okoli trdnjave, zgrajene v 10. stoletju na skoraj nedostopni skali. Zaradi svoje strateške lege je večkrat prešel med velike evropske sile, pri čemer so utrdbe nenehno nadgrajevali. Bila je ena največjih trdnjav v Evropi. Glavne utrdbe so iz 16. stoletja do leta 1867, ko so bile delno razstavljene. |